# Vrachonisída Daskaleió
Vrachonisída Daskaleió är en ö i Grekland.   Den ligger i prefekturen Chios och regionen Nordegeiska öarna, i den östra delen av landet, 170 km öster om huvudstaden Aten.